# 郡山車両所
郡山車両所（こおりやましゃりょうじょ）は、福島県郡山市菱田町にあった日本貨物鉄道（JR貨物）の車両工場である。
東日本旅客鉄道（JR東日本）の車両工場「郡山総合車両センター」の構内に併設されていた。

## 概要
貨車の全般検査や空気ブレーキ機器の検修、他の検修拠点への部品供給等を主要業務とし、主にJR貨物が所有するコンテナ車を取り扱っていた。
JR東日本郡山総合車両センターの耐震改修・老朽建て替えに伴って併設を解消することとなり、2023年3月31日付で廃止された。担当業務のうち貨車の全般検査は他の各車両所に、車両の空気ブレーキ機器等の検修及び各検修拠点への部品供給については郡山総合鉄道部に、それぞれ移管された。

## 整備済み・配置車両の車体に記される略号
- 整備済み車両：「KY」もしくは「郡山車」
- 配置車両：「東北コリ」